# Foreman (Arkansas)
Pour les articles homonymes, voir Foreman.
La ville américaine de Foreman est située dans le comté de Little River, dans l’État de l’Arkansas. Sa population s’élevait à 1 011 habitants lors du recensement de 2010.

## Démographie
| 1970  | 1980  | 1990  | 2000  | 2010  | - |
| ----- | ----- | ----- | ----- | ----- | - |
| 1 173 | 1 377 | 1 267 | 1 125 | 1 011 | - |

## Source
- (en) Cet article est partiellement ou en totalité issu de l’article de Wikipédia en anglais intitulé « Foreman, Arkansas » (voir la liste des auteurs).